# サラフィエル

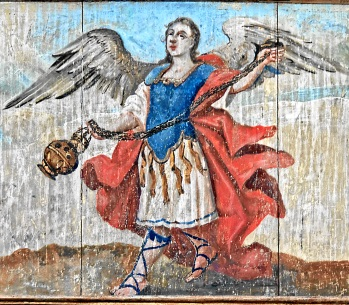
サラフィエル

サラフィエル（Salaphiel）、セラフィエル（Selaphiel）、セアルティエル（Sealtiel）、（アラム語：ツェラシエル（צלתיאל、Tzelathiel）「神の祈り」ヘブライ語：シェアルティエル（שאלתיאל、Shealtiel））はしばしば『第二エズラ書』のサラティエル（en:Salathiel）と同定される。彼は正教会の伝統と、カトリック教会の伝承における七大天使の一人である。彼のイコン図像、個々の特徴の描写では、両目を伏せ、両腕を胸の上に組んだ慎ましい祈りの姿勢で知られている。祈りは彼の特別な性質と考えられており、正教会のキリスト教徒はその祈りにおいて気が散ちること、不注意、また寒さに苦しむことがあれば彼に助けを求める。カトリックの伝統では糸で吊られた二匹の魚と水を入れる瓢箪が結びつけられた杖を持つと描写される。

## 参照
1. ↑  Names and Ranks of Angels
2. ↑  The heavenly host and our modern life
3. ↑  The rational heavenly powers